# David van Hemelryck
David van Hemelryck est un militant politique français d'extrême droite. 
Il se fait connaître pour son opposition à François Hollande, puis plus tard à Emmanuel Macron, qu'il affiche à bord de son avion en tractant une banderole appelant à leur démission. Il relaie également de nombreuses théories conspirationnistes.

## Biographie

### Jeunesse, études et premiers engagements
David van Hemelryck est diplômé de l'École polytechnique, où il a été admis en 2000. Il reste cependant discret sur son parcours scolaire et étudiant. Après avoir terminé ses études, il devient pilote d'avion. Il fonde en 2004 avec des amis une société exploitant des avions-taxis, qu'il nomme Gryphon SAS. Il se dit également mathématicien.
Il se fait initialement connaître et participe à sa première action militante lors des manifestations d'opposition au mariage homosexuel, qu'il rejoint le 24 mars 2013. Il affirme militer essentiellement contre l'ouverture de l'adoption aux couples homosexuels, ayant « des amis gays, comme tout le monde ». Il dit avoir été choqué par les actions de la police en fin de manifestation. Il participe ensuite au mouvement du Printemps français, passerelle entre la droite et l'extrême droite. Il organise également le « Camping pour tous » à la suite des actions militantes de La Manif pour tous, une tentative d'installation d'un campement devant le Sénat et l'Assemblée nationale. 

### Campagne politique contre François Hollande
David van Hemelryck commence à l'été 2013 à militer contre le président de la République François Hollande, en parcourant les plages de France à bord d'un avion derrière lequel est accroché une banderole « Hollande-Démission ». Son action s'inscrit dans le cadre de l'opposition au mariage homosexuel. Le 14 juillet, il distribue des sifflets aux manifestants afin qu'ils sifflent François Hollande lors du défilé ; 73 personnes sont interpellées. Il se déplace dans une voiture bardée d'autocollants portant le même message, qui est saisie par la police. Il souhaite organiser un référendum citoyen pour forcer le président à démissionner et structurer son mouvement en créant une association officielle,. En août 2013, son ULM est victime d'un accident au décollage est est sérieusement endommagé, sans que le militant ne soit blessé. 
Il est également impliqué dans le mouvement des Bonnets rouges, opposés à l'écotaxe, « jusqu’à être érigé en héros de la contestation »,. 
Le 11 novembre 2013, lors des commémorations de l'armistice du 11 novembre 1918, il perturbe l'événement organisé sur les Champs-Élysées et est placé en garde à vue aux côtés de plusieurs autres militants. Le 7 janvier 2014, il est jugé pour « organisation de manifestation non déclarée », une accusation que conteste son avocate. Le 1er décembre 2014, jugé au tribunal correctionnel, il sera relaxé dans les deux affaires le concernant, la deuxième étant liée au déploiement d'une banderole le 30 novembre 2013. 
Lors d'une manifestation en janvier 2014, il est interpellé après avoir tenté de gonfler un dirigeable portable dont la forme évoquerait une quenelle, geste popularisé par l'humoriste antisémite Dieudonné, et placé en garde à vue pour « incitation à la haine raciale ». Pendant la campagne précédant les élections européennes de 2014, il est engagé par Nicolas Dupont-Aignan, qui fait appel à lui pour faire sa promotion dans le ciel, avec son avion. Le 11 novembre 2014, il survole avec son avion la nécropole nationale de Notre-Dame-de-Lorette à Ablain-Saint-Nazaire (Pas-de-Calais). Il emporte à nouveau avec lui la banderole « Hollande-Démission.fr ». Il est intercepté par un hélicoptère de l'Armée de l'air et arrêté.
En 2015, il annonce mettre en pause son militantisme « pour des raisons personnelles », après avoir été deux fois face à la justice et avoir déboursé 45 000 euros d'argent personnel pour financer sa campagne.

### Poursuite des actions militantes contre Emmanuel Macron
Lors de l'élection présidentielle de 2017, il souhaite reprendre le militantisme pour s'opposer à Emmanuel Macron, qu'il considère comme « l’héritier de François Hollande » et lance une pétition en ligne contre lui en mars 2017. Il affirme s'être « baladé avec une banderole "Macron démission" à peine une semaine après son élection »,. Il est candidat aux élections législatives la même année dans la deuxième circonscription du Loiret, sous l'étiquette du parti Debout la France et obtient 0,86 % des voix, ce qui l'éloigne de l'engagement partisan.
En 2020, il part vivre en Ukraine, à Odessa, en raisons de ses liens personnels très forts avec des amis y vivant, et ne revient qu'en 2022 en France, peu avant le premier tour de l'élection présidentielle. Il traverse l'Europe en avion, transportant notamment des médicaments à destination de l'Ukraine, envahie par la Russie. Il sert également de fixeur à Erik Tegnér lorsque celui-ci se rend en Ukraine pour réaliser un reportage pour le site d'extrême droite Livre noir, au début de l'invasion russe.
De retour en France, il devient professeur, enseignant les mathématiques et la danse, et prend position pour Éric Zemmour, puis pour son parti Reconquête. Il soutient le groupuscule Génération identitaire lors de sa dissolution. Il commence également à relayer des rumeurs complotistes. Il affirme que la France serait « la dictature de Macron » et se considère, lors de ses deux années passées en Ukraine, comme en « exil politique ».
Il reprend ses tournées en avion, appelant cette fois à la démission d'Emmanuel Macron, et se donne pour objectif de distribuer un million d'autocollants faisant la promotion de son projet. Il cherche également à faire signer une pétition pour forcer le Parlement à destituer le président en faisant appel à l'article 68 de la Constitution française. Le 24 septembre 2023, il est arrêté pour « participation à une manifestation non autorisée » après avoir, en compagnie de plusieurs autres militants, déployé des banderoles appelant à la destitution d'Emmanuel Macron sur le Champ-de-Mars et devant l'Assemblée nationale. Il s'offre les services de l'avocat Juan Branco et refuse de se rendre à sa convocation par la police.
En poursuivant les vols en avion avec sa banderole comme il le fait en 2024 et à l'été 2025, David van Hemelryck risque une amende et la confiscation de son matériel, conformément à la loi Climat et résilience de 2021.

## Désinformation et complotisme
En avril 2019, après l'incendie de Notre-Dame de Paris, il publie des théories conspirationnistes sur l'origine de l'incendie, démenties par AFP Factuel. Il confond notamment une statue avec une personne humaine. Il affirme également que l'incendie a été provoqué intentionnellement dans le but de « raser le symbole de la France chrétienne et le remplacer par un truc maçonnique »,. 
Durant la pandémie de Covid-19, il relaie la désinformation sur la crise sanitaire et s'oppose à la vaccination. Il propage également d'autres fausses informations, affirmant que Brigitte Macron serait en fait un homme. Il se rend sur des médias conspirationnistes. 
Lors de l'invasion de l'Ukraine par la Russie, il se fait le relais de la désinformation russe, affirmant notamment en mai 2024 que la Légion étrangère française aurait été déployée sur le front en Ukraine, une fausse information basée sur des sources non fiables. En mars 2022, il accompagne, en tant que « guide », le militant d'extrême droite Erik Tegnér en Ukraine pour réaliser un reportage biaisé sur l'invasion russe. Ils sont critiqués pour leur objectif d'« exporter leur agenda, leurs préoccupations éminemment franco-françaises, et les calquer sur le terrain de la guerre en Ukraine ». 

## Positionnement politique
Catholique, il reconnaît lui-même avoir des « sympathies à droite ». Selon Franceinfo, il « assume certaines proximités avec l'extrême droite ». Selon 20 Minutes, il « rejoint [...] tous les mouvements qui sont opposés à la politique du Président [...] Sans véritable programme alternatif, mais refusant d’être catalogué d’extrême-droite à côté de qui il se retrouve dans les manifestations, il garde un seul objectif en tête, la démission de François Hollande. ». Pour RMC, sa volonté de faire changer le président est une « obsession ». 
Il est désavoué par les leaders de La Manif pour tous, comme Ludovine de La Rochère, ainsi que par le président de l'UNI. En parallèle de son soutien à Éric Zemmour, il défend la thèse complotiste et xénophobe du grand remplacement. Ses prises de position amènent d'autres sources à le classer comme d'extrême droite et à le désigner comme un « électron libre » au sein de cette mouvance. 
Après le début de l'invasion russe de l'Ukraine, David van Hemelryck affirme ne pas soutenir Vladimir Poutine, mais appelle à l'arrêt des livraisons d'armes à l'Ukraine. Il se dit « anti-guerre » et milite pour « des négociations sérieuses avec la Russie ».